# Martin Barre

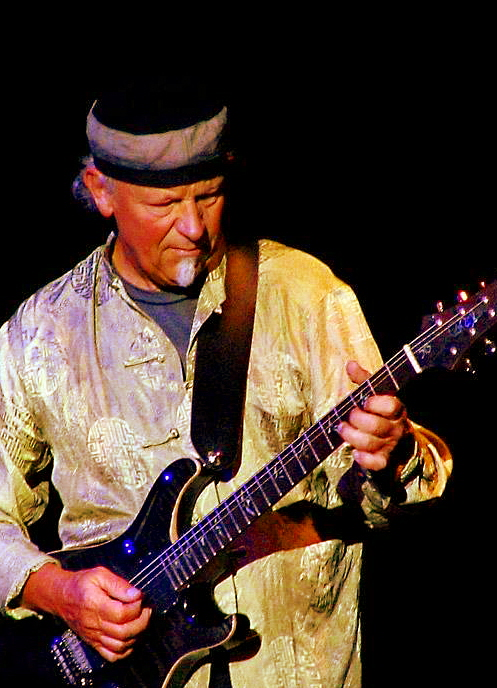
Martin Barre, 2006

Martin Lancelot Barre (Birmingham, 17 november 1946) is een Brits gitarist en was prominent lid van de progressieve rockband Jethro Tull.
Barre volgde Tony Iommi op in de band en speelt op alle studioalbums behalve het debuutalbum This Was. Hij speelt elektrisch gitaar, maar op enkele nummers ook akoestische gitaar, mandoline of zelfs dwarsfluit.
Bij het grote publiek is Barre onbekend, waarschijnlijk mede omdat hij de schijnwerper moet delen met een van meest excentrieke rockmuzikanten: Ian Anderson. Maar vakgenoten zien hem als een van de meest onderschatte gitaristen in de muziekwereld:
- Ritchie Blackmore (op de vraag of hij in Jethro Tull zou willen spelen): Ze zijn mijn favoriete band. War Child is een van mijn favoriete albums. Maar ik zou nooit bij Jethro Tull gaan, ze zijn muzikaal gezien te gecompliceerd - ik zou nooit kunnen onthouden wat Martin onthoudt. Ik weet niet hoe hij het doet - al die timings en zo. Hij is daar briljant in.
- Mark Knopfler: Goede gitaristen? Een van de meest waanzinnige vind ik Martin Barre: een uniek fenomeen. Zijn interactie met Ian Anderson is magisch.

Een recensent van het gerenommeerde gitaartijdschrift Guitar Noise omschreef het als volgt:
Martin Barre is een van die gitaristen waar je niet zo veel aandacht aan besteedt. Wanneer je de riff van 'Aqualung' hoort denk je dat het makkelijk te spelen is - niets bijzonders. Maar als je hem dan live werkelijk ziet spelen, realiseer je dat deze riff compleet in barre-akkoorden is! En dat gaat de hele avond door. Het gemak waarmee hij het doet is angstaanjagend. Het lijkt alsof de gitaar ergens vanuit zijn lichaam groeit. Dan begin je je te realiseren hoe verbijsterend goed deze man is.
En:
Martin plays always elegant, even when he is rocking hard.
Zijn stijl wordt omschreven als een combinatie van blues en heavy metal.
Naast zijn werk in Jethro Tull heeft Barre vier soloalbums gemaakt: A Summer Band (1992), Trick of Memory (1994), The Meeting (1996) en Stage Left (2003). Bij het beluisteren van deze albums merk je dat Barre bij Jethro Tull een dikke vinger in de pap heeft qua 'sound'.
Barre heeft in de beginjaren naast muzikant ook een opleiding tot landmeetkundige en architect afgemaakt. Zijn muzikale carrière begon hij als saxofonist en fluitist in jazzbands, en voordat hij in Jethro Tull zat was hij gitarist van de band Gethsemane. Barre heeft zijn eigen opnamestudio, woont in Engeland en heeft een vakantieverblijf in British Columbia, Canada. Hij en zijn vrouw Julie hebben twee kinderen - Cameron en Jennifer.